# IGFBP3
IGFBP3 (англ. Insulin like growth factor binding protein 3) – білок, який кодується однойменним геном, розташованим у людей на короткому плечі 7-ї хромосоми. Довжина поліпептидного ланцюга білка становить 291 амінокислот, а молекулярна маса — 31 674.
| 10         |  | 20         |  | 30         |  | 40         |  | 50         |
| ---------- |  | ---------- |  | ---------- |  | ---------- |  | ---------- |
| MQRARPTLWA |  | AALTLLVLLR |  | GPPVARAGAS |  | SAGLGPVVRC |  | EPCDARALAQ |
| CAPPPAVCAE |  | LVREPGCGCC |  | LTCALSEGQP |  | CGIYTERCGS |  | GLRCQPSPDE |
| ARPLQALLDG |  | RGLCVNASAV |  | SRLRAYLLPA |  | PPAPGNASES |  | EEDRSAGSVE |
| SPSVSSTHRV |  | SDPKFHPLHS |  | KIIIIKKGHA |  | KDSQRYKVDY |  | ESQSTDTQNF |
| SSESKRETEY |  | GPCRREMEDT |  | LNHLKFLNVL |  | SPRGVHIPNC |  | DKKGFYKKKQ |
| CRPSKGRKRG |  | FCWCVDKYGQ |  | PLPGYTTKGK |  | EDVHCYSMQS |  | K          |

A: Аланін

C: Цистеїн

D: Аспарагінова кислота

E: Глутамінова кислота

F: Фенілаланін

G: Гліцин

H: Гістидин

I: Ізолейцин

K: Лізин

L: Лейцин

M: Метіонін

N: Аспарагін

P: Пролін

Q: Глутамін

R: Аргінін

S: Серин

T: Треонін

V: Валін

W: Триптофан

Кодований геном білок за функцією належить до фосфопротеїнів. 
Задіяний у таких біологічних процесах, як апоптоз, альтернативний сплайсинг. 
Секретований назовні.